# Henry W. Collier
Henry Watkins Collier, född 17 januari 1801 i Lunenburg County, Virginia, död 28 augusti 1855 i Lauderdale County, Alabama, var en amerikansk demokratisk politiker. Han var guvernör i Alabama 1849–1853.
Collier studerade juridik i Nashville och inledde sin karriär som advokat i Alabama. År 1826 gifte han sig med Mary Ann Battle som kom från en förmögen och inflytelserik släkt i North Carolina. Mellan 1837 och 1849 tjänstgjorde Collier som chefsdomare i Alabamas högsta domstol.
Collier efterträdde 1849 Reuben Chapman som guvernör och efterträddes 1853 av John A. Winston. Dorothea Dix, som reste runt i USA för att förespråka sociala reformer, togs emot av Collier i Montgomery år 1850. Guvernören tog en välvillig inställning till Dix reformförslag och tog steg för att reformera fängelsesystemet i Alabama och inrätta ett mentalsjukhus med finansiering från delstaten.
Metodisten Collier avled 1855 och gravsattes på Evergreen Cemetery i Tuscaloosa.